# SVO Vertrieb
Die SVO Vertrieb GmbH ist ein regionales Versorgungsunternehmen für Strom, Internet, Erdgas und Wasser. Das Unternehmen ist Grundversorger im Landkreis Uelzen, im Landkreis und der Stadt Celle sowie einigen Randgebieten. 2017 belieferte das Unternehmen rund 125.000 Stromkunden, 46.000 Erdgaskunden sowie 88.000 Trinkwasserkunden.
Die SVO Vertrieb GmbH gehört zur SVO Holding GmbH. Die Unternehmensgruppe zählt rund 250.000 Kunden in den Landkreisen Celle und Uelzen, der Stadt Celle sowie Teilen der Landkreise Heidekreis und Gifhorn.

## Strom
Das Unternehmen lieferte 2017 rund 557 Millionen Kilowattstunden (kWh) an seine Kunden. Zu den Dienstleistungen der SVO Vertrieb GmbH zählen auch Angebote zu Planung und Bau einer Photovoltaikanlage, Smarthome sowie zur Verbesserung des Wärmeschutzes der Gebäudehülle und somit zur Verringerung des CO2-Ausstoßes.
Die SVO Vertrieb betreibt fünf Strom-Tanksäulen mit insgesamt zwölf Ladepunkten. Diese befinden sich in Celle in der Sprengerstraße, Kanzleistraße und Mühlenstraße, vor dem Rathaus in Wietzendorf sowie in Suderburg an der Ostfalia Hochschule. Hier können Elektrofahrzeuge geladen werden.

## Erdgas
Das Grundversorgungsgebiet für Erdgas erstreckt sich von Celle über den Landkreis Celle und Uelzen. 2017 wurden rund 1.230 Gigawattstunden Erdgas an die Kunden geleitet.
Die SVO Vertrieb kauft Erdgas von unterschiedlichen Großhändlern ein. Es handelt sich überwiegend um Erdgas in L-Qualität, das hauptsächlich in der norddeutschen Tiefebene und in Holland gefördert wird. Seit Herbst 2018 wird ausschließlich H-Gas geliefert.

## Wärme
Im Rahmen von Wärme Contracting betreibt die SVO Vertrieb GmbH vermehrt Anlagen. Diese benötigten 11,8 Gigawatt Wärmeabsatz im Jahr 2017.

## Trinkwasser
Die SVO Vertrieb beliefert die Gemeinden des Landkreises Celle – ausgenommen die Stadt Bergen – mit Trinkwasser. Im Landkreis Uelzen betreibt die SVO Vertrieb seit den 1970er Jahren gemeinsam mit dem Wasserversorgungszweckverband Landkreis Uelzen (WVU) die Trinkwasserversorgung. Beliefert werden alle Gemeinden außer der Kernstadt Uelzen. Die Wasserabgabe für die rund 35.900 Kunden lag im Jahr 2017 bei rund 5,0 Millionen Kubikmetern (m³).

## Abwasser
Auf dem Gebiet der Abwasserentsorgung kooperieren die Gemeinden der Landkreise Celle und Uelzen mit der SVO Vertrieb GmbH. Der Abwasserverband Matheide (AVM) ist Dienstleister im Bereich der Abwasserentsorgung. Ihm gehören mit Ausnahme die meisten Kommunen im Landkreis Celle an. Für den AVM rechnet die SVO Vertrieb die Abwassergebühren ab. Zudem ist sie mit der gesamten kaufmännischen Betriebsführung beauftragt.
Die gleichen Dienstleistungen wie für den Abwasserverband Matheide erbringt die SVO Vertrieb GmbH für den Abwasserverband Aue sowie für die Samtgemeinde Rosche. Zusätzlich hat sie hier die technische Betriebsführung für das Abwassernetz und die Kläranlagen inne. Für die Stadt Celle und für die übrigen Celler und Uelzener Gemeinden, die nicht den Abwasserverbänden angehören, rechnet die SVO die Abwassergebühren ab.